# Kvarntjärnen (Lycksele socken, Lappland, 717052-164311)
Kvarntjärnen är en sjö i Lycksele kommun i Lappland och ingår i Umeälvens huvudavrinningsområde. Sjön har en area på 0,121 kvadratkilometer och ligger 229,9 meter över havet. Sjön avvattnas av vattendraget Arvån.

## Delavrinningsområde
Kvarntjärnen ingår i det delavrinningsområde (717049-164358) som SMHI kallar för Inloppet i Lapp-Arvträsket. Medelhöjden är 259 meter över havet och ytan är 3,81 kvadratkilometer. Räknas de 4 avrinningsområdena uppströms in blir den ackumulerade arean 53,66 kvadratkilometer. Arvån som avvattnar avrinningsområdet har biflödesordning 3, vilket innebär att vattnet flödar genom totalt 3 vattendrag innan det når havet efter 154 kilometer. Avrinningsområdet består mestadels av skog (97 procent). Avrinningsområdet har 0,12 kvadratkilometer vattenytor vilket ger det en sjöprocent på 3,2 procent.